# 維克托·佩科夫斯基
維克托·佩科夫斯基（1983年5月24日—）是一位斯洛伐克足球運動員。在場上的位置是中場。他現在效力於斯洛伐克足球超級聯賽球隊日利納足球俱樂部。他也代表斯洛伐克國家足球隊參賽。